# 9.ª etapa do Tour de France de 2020
A 9.ª etapa do Tour de France de 2020 decorreu a 6 de setembro de 2020 entre Pau e Laruns sobre um percurso de 153 km e foi vencida pelo esloveno Tadej Pogačar da equipa UAE Emirates. O também esloveno Primož Roglič da equipa Jumbo-Visma se converteu no novo líder da carreira.

## Classificação da etapa
| \| Classificação por etapas \| Classificação por etapas \| Classificação por etapas \| Classificação por etapas \| Classificação por etapas \| \| Ciclista \| Ciclista \| Equipe \| Tempo \| \| \| ------------------------ \| ------------------------ \| ------------------------ \| ------------------------ \| ------------------------ \| \| 1. \| Tadej Pogačar \| UAE Team Emirates \| 3h55m17s \| \| \| 2. \| Primož Roglič \| Jumbo-Visma \| + 0s \| \| \| 3. \| Marc Hirschi \| Team Sunweb \| + 0s \| \| \| 4. \| Egan Bernal \| Ineos Grenadiers \| + 0s \| \| \| 5. \| Mikel Landa \| Bahrain McLaren \| + 0s \| \| \| 6. \| Bauke Mollema \| Trek-Segafredo \| + 11s \| \| \| 7. \| Guillaume Martin \| Cofidis \| + 11s \| \| \| 8. \| Romain Bardet \| AG2R La Mondiale \| + 11s \| \| \| 9. \| Richie Porte \| Trek-Segafredo \| + 11s \| \| \| 10. \| Rigoberto Urán \| EF Pro Cycling \| + 11s \| \| |                  |                   |          |
| |                  |                   |          |
| Fonte: ProCyclingStats |                  |                   |          |
| Classificação por etapas |                  |                   |          |
| Ciclista | Ciclista         | Equipe            | Tempo    |
| 1. | Tadej Pogačar    | UAE Team Emirates | 3h55m17s |
| 2. | Primož Roglič    | Jumbo-Visma       | + 0s     |
| 3. | Marc Hirschi     | Team Sunweb       | + 0s     |
| 4. | Egan Bernal      | Ineos Grenadiers  | + 0s     |
| 5. | Mikel Landa      | Bahrain McLaren   | + 0s     |
| 6. | Bauke Mollema    | Trek-Segafredo    | + 11s    |
| 7. | Guillaume Martin | Cofidis           | + 11s    |
| 8. | Romain Bardet    | AG2R La Mondiale  | + 11s    |
| 9. | Richie Porte     | Trek-Segafredo    | + 11s    |
| 10. | Rigoberto Urán   | EF Pro Cycling    | + 11s    |

## Classificações ao final da etapa

### Classificação geral(Maillot Jaune)
| \| Classificação geral \| Classificação geral \| Classificação geral \| Classificação geral \| Classificação geral \| \| Ciclista \| Ciclista \| Equipe \| Tempo \| \| \| ------------------- \| ------------------- \| ------------------- \| ------------------- \| ------------------- \| \| 1. \| Primož Roglič \| Jumbo-Visma \| 38h40m01s \| \| \| 2. \| Egan Bernal \| Ineos Grenadiers \| + 21s \| \| \| 3. \| Guillaume Martin \| Cofidis \| + 28s \| \| \| 4. \| Romain Bardet \| AG2R La Mondiale \| + 30s \| \| \| 5. \| Nairo Quintana \| Arkéa-Samsic \| + 32s \| \| \| 6. \| Rigoberto Urán \| EF Pro Cycling \| + 32s \| \| \| 7. \| Tadej Pogačar \| UAE Team Emirates \| + 44s \| \| \| 8. \| Adam Yates \| Mitchelton-Scott \| + 1m02s \| \| \| 9. \| Miguel Ángel López \| Astana \| + 1m15s \| \| \| 10. \| Mikel Landa \| Bahrain McLaren \| + 1m42s \| \| |                    |                   |           |
| |                    |                   |           |
| Fonte: ProCyclingStats |                    |                   |           |
| Classificação geral |                    |                   |           |
| Ciclista | Ciclista           | Equipe            | Tempo     |
| 1. | Primož Roglič      | Jumbo-Visma       | 38h40m01s |
| 2. | Egan Bernal        | Ineos Grenadiers  | + 21s     |
| 3. | Guillaume Martin   | Cofidis           | + 28s     |
| 4. | Romain Bardet      | AG2R La Mondiale  | + 30s     |
| 5. | Nairo Quintana     | Arkéa-Samsic      | + 32s     |
| 6. | Rigoberto Urán     | EF Pro Cycling    | + 32s     |
| 7. | Tadej Pogačar      | UAE Team Emirates | + 44s     |
| 8. | Adam Yates         | Mitchelton-Scott  | + 1m02s   |
| 9. | Miguel Ángel López | Astana            | + 1m15s   |
| 10. | Mikel Landa        | Bahrain McLaren   | + 1m42s   |

### Classificação por pontos(Maillot Vert)
| Classificação por pontos | Classificação por pontos | Classificação por pontos         | Classificação por pontos | Classificação por pontos |
| Ciclista                 | Ciclista                 | Equipe                           | Pontos                   |                          |
| ------------------------ | ------------------------ | -------------------------------- | ------------------------ | ------------------------ |
| 1.                       | Peter Sagan              | Bora-Hansgrohe                   | 138 pts                  |                          |
| 2.                       | Sam Bennett              | Deceuninck-Quick Step            | 131 pts                  |                          |
| 3.                       | Wout van Aert            | Jumbo-Visma                      | 111 pts                  |                          |
| 4.                       | Bryan Coquard            | B&B Hotels-Vital Concept p/b KTM | 106 pts                  |                          |
| 5.                       | Matteo Trentin           | CCC Team                         | 98 pts                   |                          |
| 6.                       | Alexander Kristoff       | UAE Team Emirates                | 93 pts                   |                          |
| 7.                       | Julian Alaphilippe       | Deceuninck-Quick Step            | 82 pts                   |                          |
| 8.                       | Caleb Ewan               | Lotto-Soudal                     | 75 pts                   |                          |
| 9.                       | Tadej Pogačar            | UAE Team Emirates                | 69 pts                   |                          |
| 10.                      | Greg Van Avermaet        | CCC Team                         | 64 pts                   |                          |

### Classificação da montanha(Maillot à Pois Rouges)
| Classificação da montanha | Classificação da montanha | Classificação da montanha        | Classificação da montanha | Classificação da montanha |
| Ciclista                  | Ciclista                  | Equipe                           | Pontos                    |                           |
| ------------------------- | ------------------------- | -------------------------------- | ------------------------- | ------------------------- |
| 1.                        | Benoît Cosnefroy          | AG2R La Mondiale                 | 36 pts                    |                           |
| 2.                        | Nans Peters               | AG2R La Mondiale                 | 31 pts                    |                           |
| 3.                        | Marc Hirschi              | Team Sunweb                      | 26 pts                    |                           |
| 4.                        | Ilnur Zakarin             | CCC Team                         | 25 pts                    |                           |
| 5.                        | Toms Skujiņš              | Trek-Segafredo                   | 24 pts                    |                           |
| 6.                        | Quentin Pacher            | B&B Hotels-Vital Concept p/b KTM | 20 pts                    |                           |
| 7.                        | Primož Roglič             | Jumbo-Visma                      | 18 pts                    |                           |
| 8.                        | Tadej Pogačar             | UAE Team Emirates                | 14 pts                    |                           |
| 9.                        | Carlos Verona             | Movistar Team                    | 14 pts                    |                           |
| 10.                       | Neilson Powless           | EF Pro Cycling                   | 14 pts                    |                           |

### Classificação do melhor jovem(Maillot Blanc)
| Classificação dos jovens | Classificação dos jovens | Classificação dos jovens | Classificação dos jovens | Classificação dos jovens |
| Ciclista                 | Ciclista                 | Equipe                   | Tempo                    |                          |
| ------------------------ | ------------------------ | ------------------------ | ------------------------ | ------------------------ |
| 1.                       | Egan Bernal              | Ineos Grenadiers         | 38h40m22s                |                          |
| 2.                       | Tadej Pogačar            | UAE Team Emirates        | + 23s                    |                          |
| 3.                       | Enric Mas                | Movistar Team            | + 1m41s                  |                          |
| 4.                       | Sergio Higuita           | EF Pro Cycling           | + 5m47s                  |                          |
| 5.                       | Harold Tejada            | Astana                   | + 39m37s                 |                          |
| 6.                       | Daniel Felipe Martínez   | EF Pro Cycling           | + 45m24s                 |                          |
| 7.                       | Valentin Madouas         | Groupama-FDJ             | + 58m05s                 |                          |
| 8.                       | Neilson Powless          | EF Pro Cycling           | + 1h01m03s               |                          |
| 9.                       | Marc Hirschi             | Team Sunweb              | + 1h02m36s               |                          |
| 10.                      | David Gaudu              | Groupama-FDJ             | + 1h05m26s               |                          |

### Classificação por equipas(Classement par Équipe)
| Classificação por equipes | Classificação por equipes | Classificação por equipes | Classificação por equipes |
| Equipe                    | Equipe                    | Tempo                     |                           |
| ------------------------- | ------------------------- | ------------------------- | ------------------------- |
| 1.                        | Movistar Team             | 16h07m32s                 |                           |
| 2.                        | EF Pro Cycling            | + 4m35s                   |                           |
| 3.                        | Trek-Segafredo            | + 4m50s                   |                           |
| 4.                        | AG2R La Mondiale          | + 13m35s                  |                           |
| 5.                        | Jumbo-Visma               | + 16m30s                  |                           |
| 6.                        | Astana                    | + 19m37s                  |                           |
| 7.                        | Ineos Grenadiers          | + 24m07s                  |                           |
| 8.                        | Bahrain McLaren           | + 32m36s                  |                           |
| 9.                        | Mitchelton-Scott          | + 41m02s                  |                           |
| 10.                       | Arkéa-Samsic              | + 1h02m39s                |                           |

## Abandonos
- Fabio Aru.[2]
- Steff Cras.[3]